# Vallberga
Vallberga is een dorp in de gemeente Laholm in de provincie Halland, Zweden. Het dorp heeft een inwoneraantal van 647 (2005) en een oppervlakte van 87 hectare.
Ala · Allarp · Edenberga · Genevad · Hasslöv · Hishult · Knäred · Laholm · Lilla Tjärby · Mellbystrand · Ränneslöv · Skottorp · Skummeslövsstrand · Vallberga · Våxtorp · Veinge · Ysby